# Federico Mellone
Federico Mellone (Pilar, 20 gennaio 1985) è un cestista paraguaiano.

## Carriera
Con il Paraguay ha disputato due edizioni dei Campionati americani (2011, 2013).